# L'Enfant d'un autre
Pour plus de détails, voir Fiche technique et Distribution.
L'Enfant d'un autre (Мой сын, Moy syn) est un film soviétique réalisé par Ievgueni Tcherviakov, sorti en 1928,.

## Fiche technique
- Photographie : Sviatoslav Beliaïev
- Décors : Semion Meïnkin

## Distribution
- Gennadiy Michurin : Andrey Surin
- Anna Sten : Olga Surina